# Jacob Schmitt

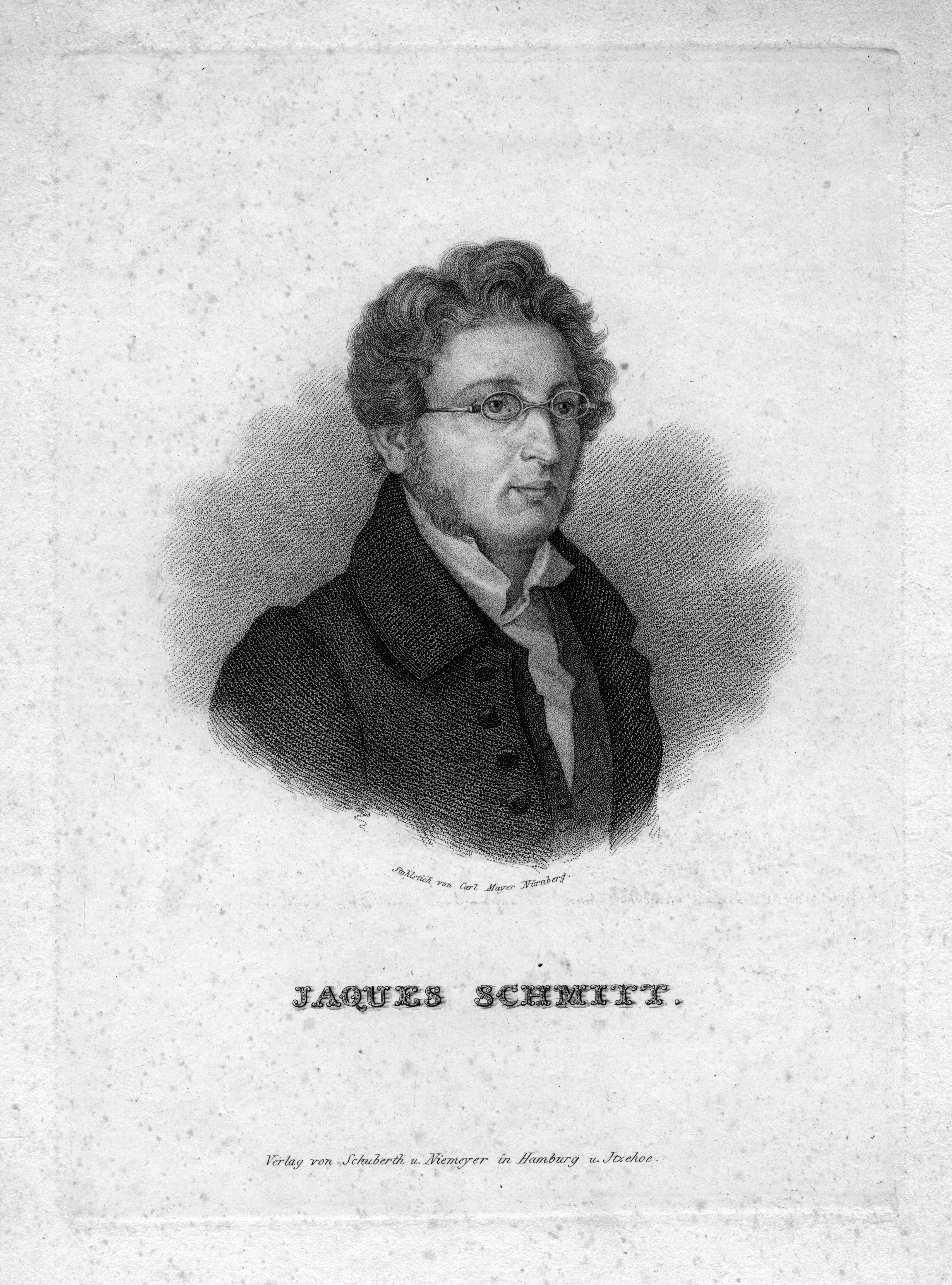
Jacob Schmitt.

Jacob, även Jaques eller Jacques, Schmitt, född den 2 november 1803 i Obernburg vid Aschaffenburg, död i juni 1853 i Hamburg, var en tysk musiker. Han var bror till Aloys Schmitt samt farbror till Georg Aloys och Carl Gustav Schmitt.
Schmitt var en ansedd pianolärare i Hamburg och komponerade mycken pianomusik samt operan Alfred der grosse.